# Alligatorellus
Alligatorellus — це вимерлий рід атопозавридів крокодилоподібних, знайдений у Франції, який був споріднений Atoposaurus. Скелет Alligatorellus також був знайдений у вапняку Solnhofen у Кельхаймі, Німеччина. Вапняк був відкладений у морському середовищі, і особина, можливо, була змита в лагуну, де вона скам’яніла. Залишки чотирьох криноїдів, які жили в лагуні, знайдені в тому ж блоці, що й скелет. До складу скелета входять остеодерми та кістки кінцівок, які тривимірно збережені. Німецький скелет демонструє більше деталей анатомії атопозавридів, ніж більшість скам’янілостей, оскільки інші останки атопозавридів стиснуті.